# HD222095
HD222095 — хімічно пекулярна зоря спектрального класу A2, що має видиму зоряну величину в смузі V приблизно 4,8.
Вона  розташована на відстані близько 200,6 світлових років від Сонця.